# ثيازول
ثيازول هو  مركب حلقي غير متجانس يحتوي على كل من الكبريت والنيتروجين. الثيازول نفسه هو سائل أصفر شاحب مع البيريدين - مثل الرائحة والصيغة الجزيئية ويشير مصطلح الثيازول أيضاً إلى عائلة واسعة من المشتقات. ويلاحظ أن حلقة الثيازول عنصراً من فيتامين الثيامين «B1».

## الخواص
هو سائل عديم اللون أصفر أو شاحب مع رائحة كريهة. قليل الذوبان في الماء. استنشاق أو ملامسة المادة قد تهيج أو تحرق الجلد والعينين. عند الحريق قد تنتج غازات مزعجة، أكالة و / أو سامة. قد يسبب دوخة أو الأبخرة قد تسبب الاختناق.

## الجزيئ والتركيب الإلكتروني
Thiazoles أعضاء في آزولات حلقات غير متجانسة تضم imidazoles وoxazoles. ثيازول يمكن أيضا أن يعتبر مجموعة وظيفية. أكسازول والمركبات ذات الصلة، مع الكبريت يحل محلها الأكسجين. Thiazoles تشبه بنيويا الإميدازول ات، مع الثيازول الكبريت يحل محله النيتروجين.

## وجود أملاح الثيازولات والثيازوليوم
تم العثور على الثيازولات في مجموعة متنوعة من المنتجات المتخصصة، وغالبا ما تنصهر مع مشتقات البنزين، ما تسمى البنزوثيازولات. بالإضافة إلى فيتامينB1

## التخليق العضوي
توجد طرق معملية متعددة للالتخليق العضوي للثيازولات. تم تحضير العديد من مركبات الثيازول

## التفاعلات
والقابلية للتفاعل من يمكن تلخيصها على النحو التالي:

## اقرأ أيضاً
- إيزوثيازول
- أكسازول
- إيميدازول
- بيرازول
- ثيازوليدين
- ثيازولين
- بنزوثيازول
- أصفر الثيازول